# Milion (kniha)
Milion (italsky Il Milione) je cestopis Marca Pola o jeho cestě s otcem a strýcem, benátskými kupci, do Asie a jeho službě u dvora velikého chána Kublaje v letech 1271–1295. Kniha byla ve středověku v Evropě velmi populární, protože popisovala málo známé exotické prostředí Středního a Dálného východu. 

## Vznik knihy
Marco Polo léta 1298–1299 strávil ve vězení v Janově jako zajatec Janovanů po bitvě benátského a janovského loďstva u Korčuly. Ve vězení trávil volný čas diktováním svých vzpomínek z cest Rustichellovi da Pisa (nesprávně Rusticiano). Původně se myslelo, že je Rustichello sepsal ve francouzštině. Jednalo se však o tzv. franko-venétštinu, literární jazyk, který kombinuje francouzskou slovní zásobu se severoitalskou, v Benátkách užívanou gramatikou.

## Název
Kniha byla v různých opisech a překladech šířena pod různými jmény a je také v různých jazycích tradičně různě nazývána. Původní název zřejmě zněl Le Divisement dou monde (fr. „Popis světa“). Hojně užívaný byl dlouhý název Le livre de Marco Polo citoyen de Venis, dit Milion, où l'on conte les merveilles du monde, „Kniha Marca Pola, občana Benátek, řečeného „Milion“, kde se vypráví o divech světa“, který se pak různě zkracoval, např. Kniha Marca Pola, Kniha divů světa, Il Milione (italsky „Milion“). V románských jazycích je „kniha“ rodu mužského, není proto jasné, zda „Milion“ byla původně přezdívka cestopisu, nebo samotného Marca Pola. Pipinův latinský překlad se tituloval Iter Marci Pauli Veneti („Cesta Benátčana Marka Polo“) nebo Liber Marci Pauli de Veneciis de consuetudinibus et condicionibus orientalium regionum („Kniha Marka Pola z Benátek o zvycích a poměrech východních krajů“).

## Překlady
Autor nekritizuje všechna náboženství kromě křesťanství, jak by se mohlo zdát. Tuto mystifikaci má na svědomí dominikánský mnich Francesco Pipino, který Milion přeložil z dialektu do latiny (díky čemuž se pak dílo rozšířilo do dalších jazyků), avšak s menšími úpravami, které měly posílit křesťanství. V původní verzi Milionu tedy nenajdeme žádné soudy jiných náboženství či zvyků.[zdroj⁠?!]
Do češtiny bylo dílo přeloženo kolem roku 1400 a dochovalo se v jediném opisu z pozdního 15. století, který býval v knihovně oseckého kláštera. Za Josefa II. se dostal do veřejné knihovny v Praze, předchůdkyně Národní knihovny, a v 19. století byl dočasně v držení Václava Hanky, který o něm korespondoval s Dobrovským. V opisu je uvedeno, že vznikl v Letovicích, čemuž by odpovídaly prvky moravského dialektu. Text vznikl z latinského Pipinova překladu nepříliš zdatným překladatelem, což sám na různých místech přiznává a svědčí o tom i množství chyb a odchylek od originálu. Dalších chyb a úprav se dopustil nedbalý opisovač. Podle závěrů Václava Flajšhanse byl překladatel Moravan užívající lašské nářečí a jeho text opisovač normalizoval a modernizoval, tedy částečně upravil do češtiny užívané v Čechách (Praze) v době vzniku opisu. Kritické vydání textu tohoto rukopisu vyšlo roku 1902 péčí J. V. Práška. V roce 1904 vyšel nový překlad Fr. Malečka z italštiny nákladem J. Otty.

## Obsah

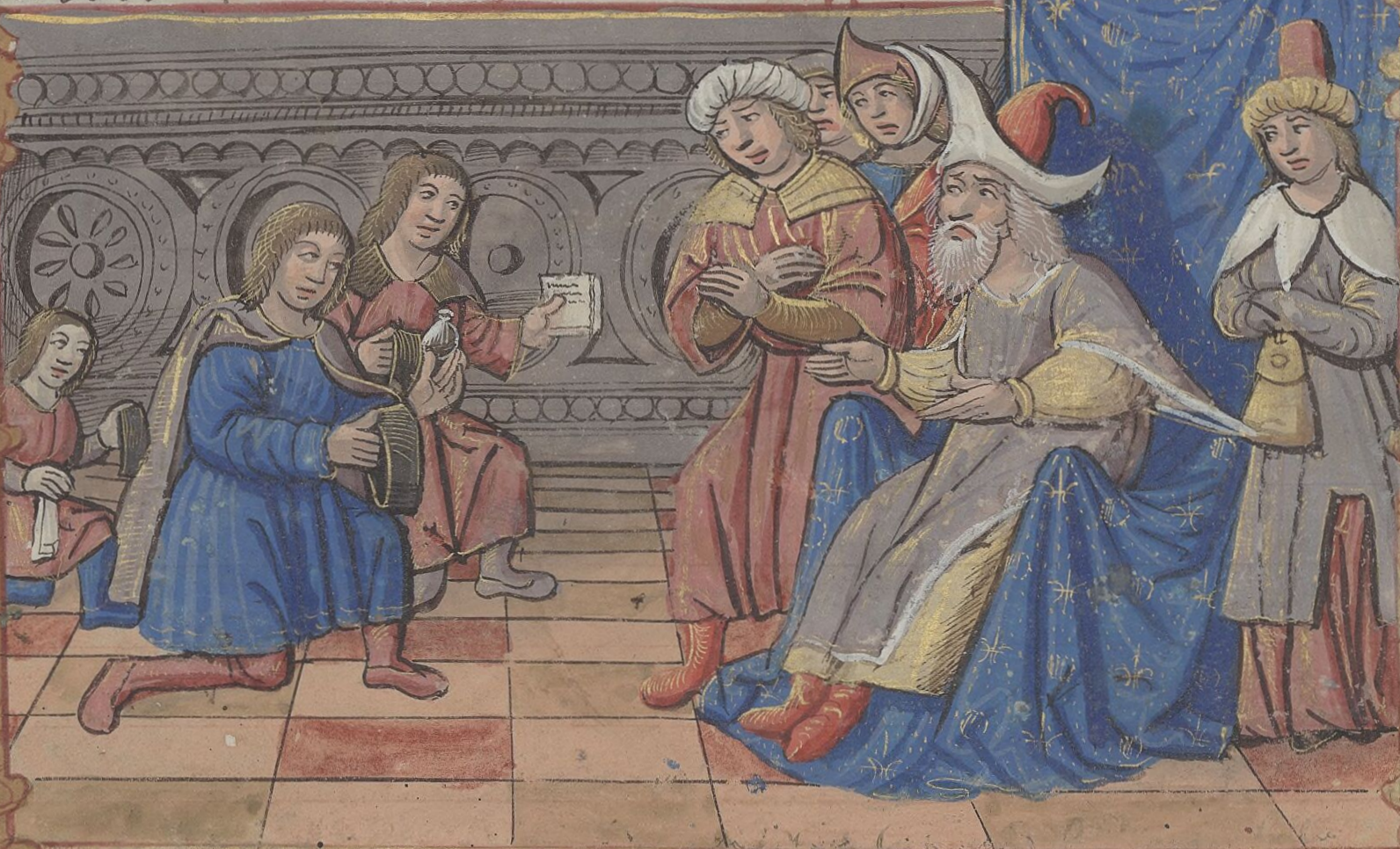
Přijetí Marca Pola na dvoře chána Kublaje

Součástí obsahu knihy je popis flóry a fauny, přírodního bohatství a způsobu života obyvatel v jednotlivých zemích.

## Rukopisy a edice
Původní text se ztratil, v Evropě se ale zachovalo více než sto opisů a překladů. Podle zjištění badetelů existují tři rukopisy nejbližší původnímu textu: jeden latinský překlad, francouzský kodex (Národní knihovna v Paříži) – z hlediska textové kritiky nejlepší – a toskánské vydání ze 14. století.
V roce 1928 vydal Luigi Foscolo Benedetto rekonstrukci původního textu pod titulem Il milione di Marco Polo (resp. Il Milione, prima edizione integrale a cura di Luigi Foscolo Benedetto), na základě srovnání více zachovaných verzí rukopisu, přičemž jednotlivé části nechal v původních jazycích (francouzštině, toskánštině, benátštině apod.). Výsledek přepsal i do prózy v moderní italštině, která vyšla v roce 1932 pod názvem Il libro di Messer Marco Polo Cittadino di Venezia detto il Milione, dove si raccontano le Meraviglie del Mondo (Kniha pana Marca Pola, benátského měšťana, zvaného Milión, ve které se popisují divy světa). 

## Díla inspirovaná cestopisem Milion
- Marco Polo (televizní seriál), Itálie, Spojené státy americké, Japonsko, Čína, v hlavní roli: Ken Marshall, režie: Giuliano Montaldo, 1982[3].
- Eva Košlerová: Marco Polo, rozhlasová hra na motivy cestopisu, režie: Karel Weinlich, Český rozhlas, 1990[4]
- Marco Polo (televizní seriál), Spojené státy americké, Japonsko, v hlavní roli: Lorenzo Richelmy, Benedict Wong, Netflix, 2014

## Odkazy

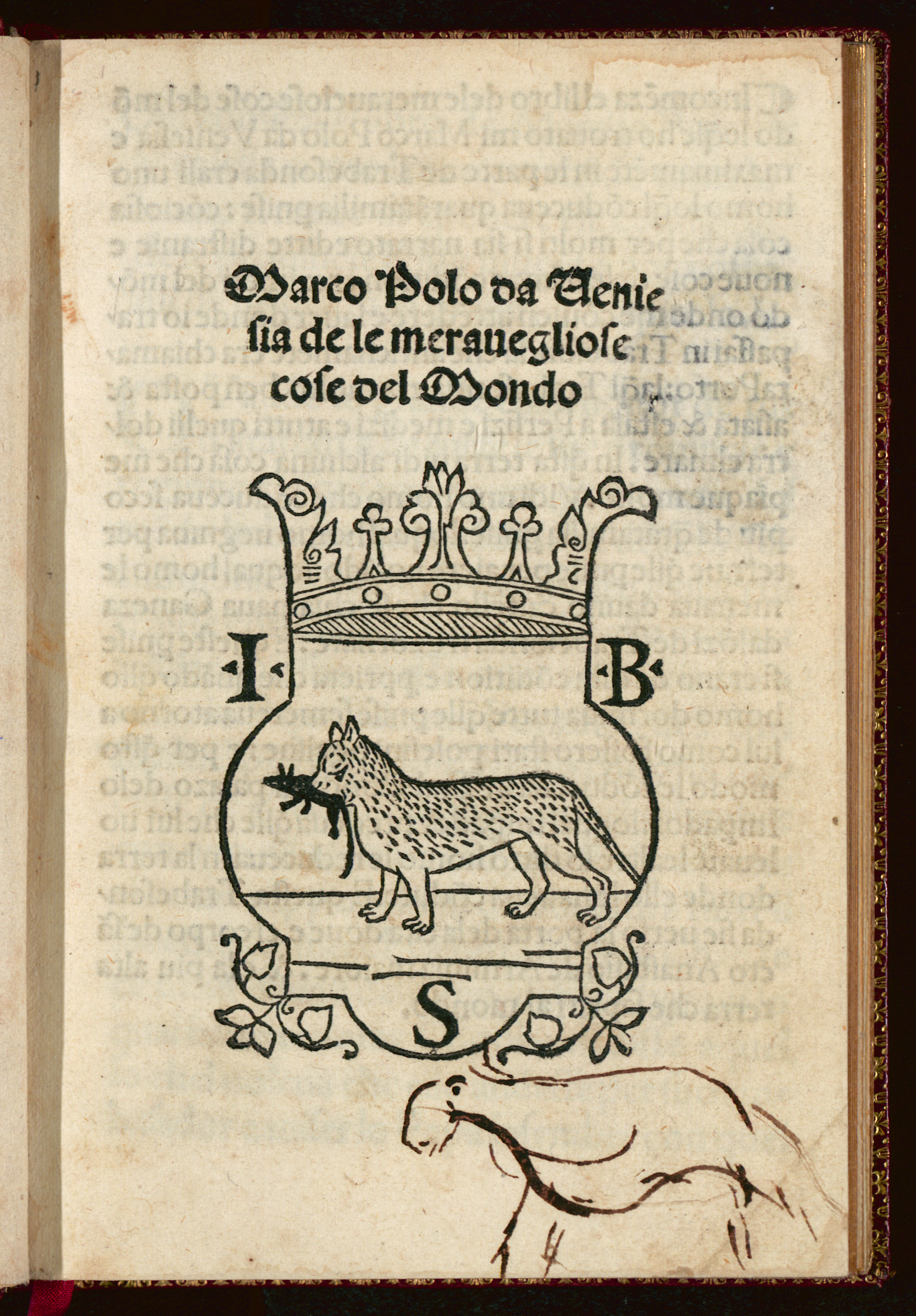
Delle meravigliose cose del mondo, 1496